# OPC Data Access
OPC Data Access (OPC DA) – standard z grupy standardów komunikacyjnych OPC zawierający specyfikację dostępu do aktualnych (generowanych w czasie rzeczywistym) danych z urządzeń przemysłowych.
Przy pomocy OPC DA do serwera OPC kierowane są zapytania o aktualne wartości zmiennych procesowych – np. temperatur, ciśnień itp. Komunikacja z każdym serwerem odbywa się w taki sam sposób, z wykorzystaniem tego samego formatu. Klient OPC nie musi wiedzieć, w jaki sposób serwer OPC komunikuje się z urządzeniem. Wielu klientów może korzystać jednocześnie z tych samych danych udostępnianych przez serwer.
OPC DA daje dostęp (możliwość odczytu lub zapisu) do pojedynczych elementów (tagów), z których każdy posiada wartość, znacznik czasowy, typ i jakość. Znacznik czasowy może być generowany przez urządzenie lub przez serwer OPC (jeżeli dane urządzenie nie generuje znacznika). Przy pomocy OPC DA nie jest możliwe przeglądanie wartości wcześniejszych, a jedyne aktualnych.
W zależności od wersji OPC DA są możliwe dwa tryby odczytu danych:
- synchroniczny – odczyt występuje zawsze w jednakowych odstępach czasowych,
- asynchroniczny – odczyt występuje wtedy, gdy pewne dane ulegną zmianie – możliwa jest definicja progów, po przekroczeniu których powinien nastąpić odczyt.

Dostęp do danych przy pomocy OPC DA może odbywać się na trzy sposoby:
- z wykorzystaniem COM/DCOM,
- z wykorzystaniem XML (eXtensible Markup Language) i protokołu SOAP (Simple Object Access Protocol),
- za pośrednictwem technologii .NET Remoting, posiadającej szersze możliwości niż DCOM (obsługa różnych formatów i protokołów komunikacji, łatwa komunikacja za pośrednictwem Internetu).

OPC DA występuje w wielu wersjach:
- OPC Data Access Auto 2.02
- OPC Data Access 2.05a
- OPC Data Access 3.0

Najnowszą jest wersja 3.0 (każda wersja zapewnia inny zestaw interfejsów, jednak powinna być zachowana kompatybilność wsteczna).